# Tampoúria
Tampoúria (Tampouria) är en ort i Grekland.   Den ligger i prefekturen Nomós Ioannínon och regionen Epirus, i den centrala delen av landet, 300 km nordväst om huvudstaden Aten. Tampoúria ligger 837 meter över havet och antalet invånare är 140.
Terrängen runt Tampoúria är huvudsakligen kuperad, men söderut är den bergig.  Trakten runt Tampoúria är nära nog obefolkad, med mindre än två invånare per kvadratkilometer. Närmaste större samhälle är Metsovo, 8,7 km öster om Tampoúria. Trakten runt Tampoúria består till största delen av jordbruksmark.